# 金熙
金熙，前秦、后秦将领，泾州陇东郡朝那县（今甘肃省彭阳县）人。
金熙本属东胡种族，自称西汉侍中、驸马都尉、光禄大夫、秺敬侯金日磾的后裔。370年，金熙作为慕容垂的亲信，被王猛贿赂，以金刀计，装作慕容垂的使者，挑拨慕容令谋反。金熙在前秦官至征西将军、司隶校尉、秦雍二州刺史、安南郡公。386年七月，前秦平凉太守金熙和鲜卑多兰部首领、安定都尉没弈干与后秦左将军姚方成在孙丘谷交战，姚方成战败。后秦皇帝姚苌任命弟弟征虏将军姚緒为司隶校尉，镇守长安。自己统领部队抵达安定，击败金熙等人。金熙归降后秦，前秦冠军邓景拥众五千据彭池，与窦冲为首尾，攻打后秦平凉太守金熙。387年，前秦皇帝苻登封乞伏国仁为使持节、大都督、都督杂夷诸军事、大将军、大单于、苑川王。七月，乞伏国仁与安定都尉没弈干、金熙，在渴浑川展开大战，没弈干、金熙大败。

## 家族
- 祖父：金进兴：西晋中书舍人、清河太守，赠太尉公、雍州刺史
  - 父亲：金柱，东晋秦州刺史、休屠王
    - 金熙
      - 子：金松，后秦镇西将军、给事黄门侍郎、寻阳郡伯
        - 孙：金广兴，广武将军、兰陵太守、永昌县子
          - 曾孙：金安，平凉郡功曹，赠平北将军、豳州刺史
          - 曾孙：金猥，涇州中正，隴東郡功曹，赠使持节、辅国将军、泾州刺史，谥号景

      - 子：金崖：征西将军、泾州刺史、陇西郡公[1]